# Viișoara (okręg Vâlcea)
Viișoara – wieś w Rumunii, w okręgu Vâlcea, w gminie Frâncești. W 2011 roku liczyła 279 mieszkańców.